# جاکوپو جیانلی
جاکوپو جیانلی (انگلیسی: Jacopo Gianelli؛ زادهٔ ۴ مارس ۲۰۰۱) بازیکن فوتبال است.
وی همچنین در تیم ملی فوتبال زیر ۱۹ سال ایتالیا بازی کرده‌است.